# Dichochrysa amseli
Dichochrysa amseli är en insektsart som först beskrevs av Hölzel 1980.  Dichochrysa amseli ingår i släktet Dichochrysa och familjen guldögonsländor. Inga underarter finns listade i Catalogue of Life.